# インナースペース (映画)
『インナースペース』（Innerspace）は、1987年公開のSF映画作品。監督はジョー・ダンテ、製作総指揮はスティーヴン・スピルバーグ。ワーナー・ブラザース配給。
1987年度のアカデミー賞でデニス・ミューレンが視覚効果賞を受賞。

## ストーリー
アメリカ空軍の冴えないパイロットであるタック・ペンドルトンは配置転換を命じられ、研究施設で特殊潜行艇・クラーケンIIに乗り込んでミクロ化しウサギの体内に注入される実験の準備をしていた。そんな折、パーティーで騒ぎを起こして新聞記者の恋人・リディアと喧嘩別れをしてしまい、気まずい状態のまま実験当日を迎える。ところが、潜行艇のミクロ化直後に研究施設が産業スパイに襲撃されてしまい、潜行艇の入った注射器を持った研究員は命からがら逃走するが追い詰められた末、スーパーの店員・ジャックの尻に潜行艇を注入してしまう。
タックはジャックの目と耳にセンサーを取り付け、ジャックの体から脱出して元のサイズに戻るためジャックと協力しながら産業スパイが研究施設から強奪したマイクロチップを取り戻そうとする。

### 映画と小説版の相違点
ネイサン・エリオットによる小説版（南山宏・訳）が角川文庫より刊行されている（ISBN  4042729010）。
物語中、ジャックとリディアが産業スパイに捕まり監禁された場所でキスをした際に、潜行艇が口移しでリディアの体内に入り、交信不能のまま体内を彷徨っている内に子宮で胎児（＝自分の子供）に遭遇することで、タックは潜行艇がリディアの体内に入ったことに気付く場面がある。
映画ではその後、タックは内耳でリディアの好きな曲を流し自分の存在を彼女に知らせて、もう一度ジャックとキスをしてもらい無事ジャックの体内に戻る事に成功する。
一方小説版ではこの場面は存在せず、ジャックと交信不能となったことを不審に思ったタックが、ジャックに存在を知らせた時と同じ要領でセンサーを目と耳に取り付けてリディアと交信し、もう一度ジャックにキスをしてもらうと言う展開になっている。

## 登場人物
タック・ペンドルトン
演 - デニス・クエイド
アメリカ空軍のパイロット。優秀だが素行不良で向こう見ずで喧嘩っ早い。
ジャック・パター
演 - マーティン・ショート
スーパーの店員。神経症で不安に苛まれている。
リディア・マックスウェル
演 - メグ・ライアン
タックの恋人。新聞記者。タックを救うために行動する。
ビクター・スクリームショウ
演 - ケヴィン・マッカーシー
産業スパイのボス。縮小化技術を奪おうとする。
マーガレット・キャンカー
演 - フィオナ・ルイス
ビクターの仲間。マイクチップ強奪の実行犯。
アイゴ
演 - ヴァーノン・ウェルズ
殺し屋。
カウボーイ
演 - ロバート・ピカード
国際的なブローカー。
オジー・ウェクスラー
演 - ジョン・ホラ
研究員。

## キャスト
| 役名                       | 俳優                   | 日本語吹替                                                                                                | 日本語吹替 | 日本語吹替                                  |
| 役名                       | 俳優                   | 劇場公開/ソフト版                                                                                         | TBS版 | マーケット・リサーチ版                      |
| -------------------------- | ---------------------- | --- | --- | ------------------------------------------- |
| タック・ペンドルトン       | デニス・クエイド       | 上杉祥三                                                                                                  | 谷口節 |                                             |
| ジャック・パター           | マーティン・ショート   | 野田秀樹                                                                                                  | 堀内賢雄 | 天田俊明                                    |
| リディア・マックスウェル   | メグ・ライアン         | 斉藤慶子                                                                                                  | 佐々木優子 |                                             |
| ビクター・スクリームショウ | ケヴィン・マッカーシー | 北村和夫                                                                                                  | 中村正 |                                             |
| マーガレット・キャンカー   | フィオナ・ルイス       | 北村あきこ                                                                                                | 吉田理保子 |                                             |
| アイゴ                     | ヴァーノン・ウェルズ   | | |                                             |
| カウボーイ                 | ロバート・ピカード     | 永井一郎                                                                                                  | 千田光男 |                                             |
| ウェンディ                 | ウェンディ・シャール   | 山田栄子                                                                                                  | 小林優子 |                                             |
| ピート・ブランチャード     | ハロルド・シルベスター | 油井昌由樹                                                                                                | 池田勝 |                                             |
| オジー・ウェクスラー       | ジョン・ホラ           | 小川真司                                                                                                  | |                                             |
| ナイルズ                   | マーク・L・テイラー    | 千田光男                                                                                                  | |                                             |
| タクシー運転手             | ディック・ミラー       | 田山涼成                                                                                                  | |                                             |
| 役不明又はその他           |                        | 石井敏郎 石井洋祐 上田敏也 川俣しのぶ 京田尚子 千葉繁 中村正 西村知道 羽村京子 矢田稔 屋良有作 吉田理保子 | 曽我部和恭 大塚明夫 糸博 城山堅 石森達幸 伊井篤史 有本欽隆 片岡富枝 滝沢久美子 金尾哲夫 荒川太郎 星野充昭 安永沙都子 |                                             |
|                            |                        | | |                                             |
| 演出                       |                        | 原田眞人                                                                                                  | 伊達康将 |                                             |
| 翻訳                       |                        | 進藤光太                                                                                                  | 岩本令 |                                             |
| 効果                       |                        | | リレーション |                                             |
| 録音                       |                        | アバコスタジオ アオイスタジオ                                                                             | |                                             |
| 助監督                     |                        | 門奈克雄                                                                                                  | |                                             |
| プロデューサー             |                        | 小川政弘                                                                                                  | | 小川政弘                                    |
| 制作                       |                        | ワーナー・ホーム・ビデオ トランスグローバル                                                               | 東北新社 | ワーナー・ホーム・ビデオ トランスグローバル |
| 初回放送                   |                        | | 1991年4月10日 『水曜ロードショー』                                                                                   |                                             |

- マーケット・リサーチ版：有名タレントを起用した劇場公開版の製作がアメリカ本社の指定するマーケット・リサーチ日に間に合わないために、完全別キャストで製作されたもの。1度使用後、お蔵入り。

## 雑記
- タックが「南無妙法蓮華経」の題目を連呼するシーンは、ジョー・ダンテの兄が創価学会インタナショナルの信者であることから「気合を入れる為のフレーズ」と言う認識で取り入れられた演出である。ちなみに、デニス・クエイドの兄であるランディ・クエイドも1973年公開の「さらば冬のかもめ」で「南無妙法蓮華経」を唱えるシーンを演じている。
- 映画のラストシーンはタックとリディアの結婚式であるが、デニス・クエイドとメグ・ライアンも本作の共演がきっかけで1991年に結婚している（2001年に離婚）。
- 日本語版ビデオでは字幕スーパーにビートたけしがアドバイザーとして付いた。吹替版では原田眞人がユニークな台詞を多数考案し、演出も手がけた。一方吹替には当時劇団夢の遊眠社で活躍していた上杉祥三（タック）と野田秀樹（ジャック）に加え、斉藤慶子（リディア）、北村和夫（ヴィクター）らがキャスティングされた。